# Casper Holstein
Casper Holstein (6. december 1877 – 5. april 1944) var en fremtrædende gangster fra New York, som var involveret i Harlems "lotterispil" under Harlem-renæssancen .

## Barndom og hans yngre år
Af afrikansk og dansk afstamning i St. Croix, Dansk Vestindien. Casper Holstein flyttede til New York City med sin mor i 1884. I den senere del af Første Verdenskrig var han i stand til at besøge sin fødeø igen, mens han var udstationeret i det, der var blevet til De Forenede Staters Jomfruøer .  Efter krigens afslutning arbejde Holstein som pedel og dørmand på Manhattan, for siden at blive en budbringer og derefter en ledende budbringer.

## Lotterispil i Harlem, New York
Under forbudstiden i 1920'erne viste Holsteins lotterisystem sig populært, og snart blev Holstein kendt som "Bolita-kongen", og tjente anslået $2 millioner på sine lotterier.
I 1932 besluttede Dixie Davis, advokat ved retshuset i Harlem, som leverede service til mange af lotteri operatørerne, besluttede at han kunne tjene flere penge, hvis han overtog som den centrale arrangør. For at gennemtvinge sin magtovertagelse hentede han Dutch Schultz ind, som kunne se at forbudstiden, som havde været lukrativt for ham, var ved at ophøre. I stedet for at acceptere et bagsæde besluttede han sig dog for, at han ville have den centrale rolle. En efter en blev de forskellige lotteri operatører at vide at de ville få med Schultz at bestille, hvis de ikke overdrog deres forretninger til ham. De fleste overgav deres forretning til ham, men han mødte modstand fra Madame Stephanie St. Clair og Bumpy Johnson. Holstein havde en politisk mission, som ville blive undermineret af den tiltagende vold om lotterisystemerne. Han valgte at stoppe sine aktiviteter i lotterispillet ved at undlade at være aktiv eller føre tilsyn med gadeindsamling. Lotterispillet fortsatte herefter med at fungere med hovedsageligt sorte indsamlere og ledelse på mellemniveau. Det var overvejende ledt af hvide ledere og af St. Clair og Johnson.

## Politisk aktivisme
Holstein donerede til velgørende formål, såsom sovesale på de sorte uddannelsesinstitutioner, samt finansiering for mange af kunstnere, forfattere og digtere under Harlem-renæssancen i lokalområdet. Han købte anparten i New York-hallen i Universal Negro Improvement Association og lod det fortsætte med at blive brugt som en sort festsal, indtil Marcus Garvey -organisationen kollapsede. Siden byggede han på området det såkaldte Holstein Court som en boligbygning for sorte virksomhedsejere og professionelle. Han hjalp også med at etablere en baptistskole i Liberia og etablerede en orkanhjælpsfond på fødeøerne, Jomfruøer. Han var en regelmæssig bidragyder af artikler til NAACP -avisen Crisis .

## Forbudstiden og de senere år
I slutningen af 1920'erne var Holstein en dominerende skikkelse iblandt Harlems talrige politiske operatører. Han og hans rival Stephanie St. Clair hævdede begge at de have opfundet måden, hvorpå "lotterispillet" valgte det vindende nummer, har begge påstande længe været omstridte.  Han kontrollerede en storstilet lotteribedrift, såvel som natklubber og andre lovlige forretninger. Ifølge The New York Times var han "Harlems yndlingshelt", på grund af hans rigdom, sportslige tilbøjeligheder og filantropi lokalsamfundet.

## Kidnapning
Han blev kidnappet i 1928 af fem hvide mænd. De krævede en løsesum på $50.000. Tre dage senere blev han dog frigivet, og han insisterede på, at der ikke blev betalt løsesum. Hændelsen blev aldrig forklaret.

## I populærkulturen
Han var inspireret for karakteren Valentin Narcisse, spillet af Jeffrey Wright, var i sæson 4 og 5 af HBO- periodens krimi-drama Boardwalk Empire. 

## Eksterne links
- "Harlem's Virgin Islanders" (PDF). (88.8 KiB) by Sara Smollett